# وثيقة السفر

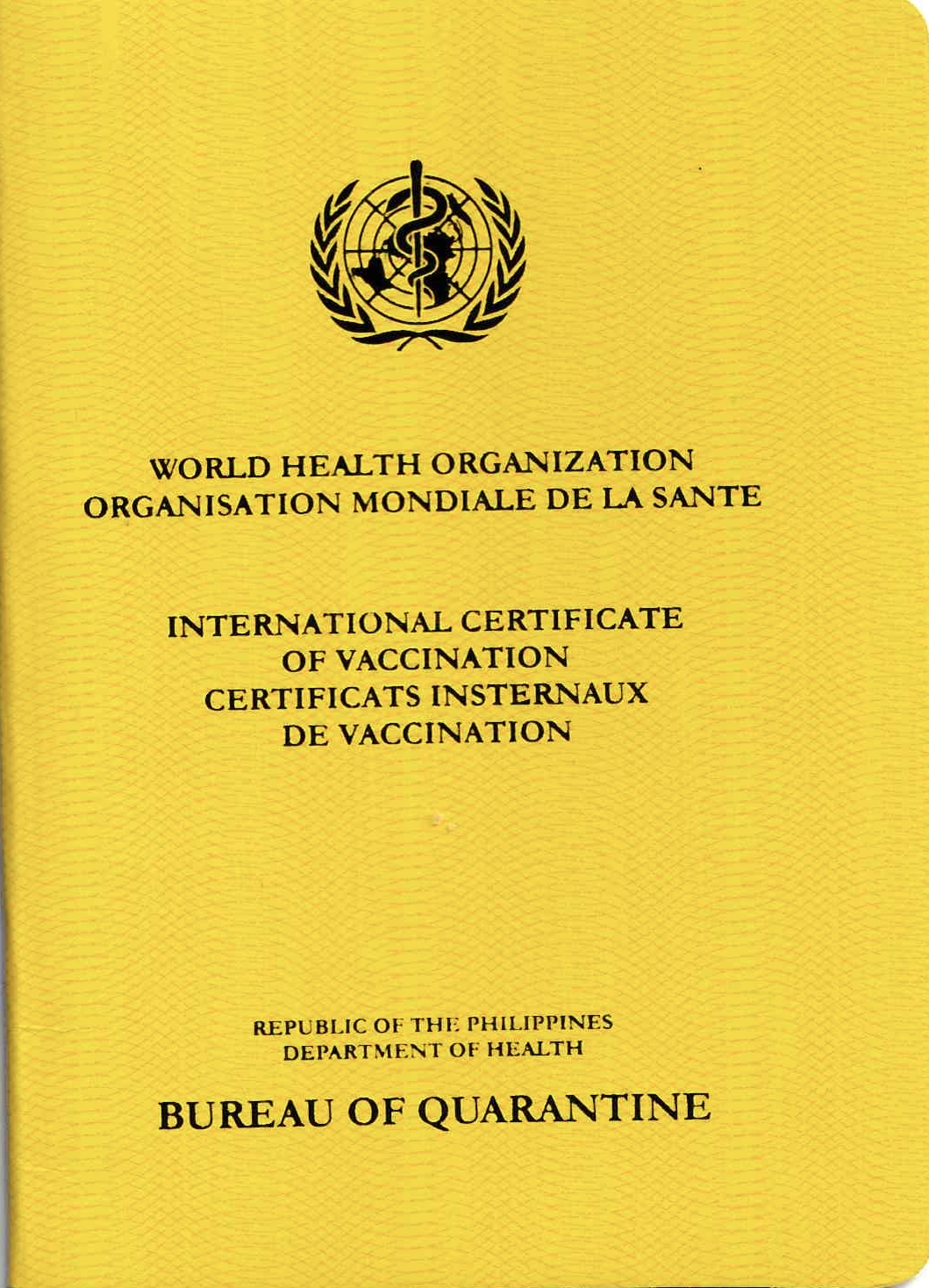
الشهادة الدولية للتطعيم الفلبينية كمثال: دورها في تسهيل التنقل وضمان السلامة الصحية للمسافرين

وثيقة السفر هي وثيقة هوية صادرة عن الحكومة أو كيان دولي وفقاً للاتفاقات الدولية لتمكين الأفراد من مسح تدابير مراقبة الحدود. تؤكد وثائق السفر عادة للحكومات الأخرى أن حاملها قد يعود إلى بلد الإصدار، وغالبًا ما تصدر في شكل كتيب للسماح للحكومات الأخرى بوضع التأشيرات إضافة إلى طوابع الدخول والخروج. وثيقة السفر الأكثر شيوعًا هي جواز السفر، الذي يمنح حامله عادةً المزيد من الامتيازات مثل الوصول بدون تأشيرة إلى بلدان معينة. من جهة أخرى، تُعد جوازات السفر الصادرة عن الحكومات أكثر أنواع وثائق السفر شيوعًا، تصدرُ العديد من الدول والمنظمات الدولية أنواعًا أخرى من وثائق السفر التي يسافر حاملها دوليًا إلى البلدان التي تعترف بالوثائق. على سبيل المثال  ، لا يصدر عادةً جواز سفر وطني للأشخاص عديمي الجنسية، ولكن قد يتمكنون من الحصول على وثيقة سفر للاجئين أو «جواز سفر نانسن» السابق الذي يمكنهم من السفر إلى البلدان التي تعترف بالوثيقة، وأحياناً العودة إلى البلد الذي أصدرها.
تتطلب سياسات مراقبة الحدود عادةً من المسافرين تقديم وثائق سفر صالحة من أجل التأكد من هويتهم أو جنسيتهم أو وضع إقامتهم الدائمة وأهليتهم لدخول ولاية قضائية معينة. الشكل الأكثر شيوعًا لوثائق السفر هو جواز السفر، وهو مستند هوية على شكل كتيب صادر عن السلطات الوطنية أو حكومات بعض الأقاليم الفرعية التي تحتوي على المعلومات الشخصية للفرد إضافة إلى مساحة للسلطات القضائية الأخرى لوضع الطوابع والتأشيرات أو التصاريح الأخرى التي تسمح لحاملها بالدخول أو الإقامة أو السفر داخل أراضيها. تسمح بعض الولايات القضائية للأفراد بمسح ضوابط الحدود باستخدام بطاقات الهوية، التي تحتوي عادةً على معلومات شخصية مماثلة.
تفرض الدول المختلفة لوائح ومتطلبات متنوعة لوثائق السفر باعتبارها جزءًا من سياسات مراقبة الحدود الخاصة بها، قد تختلف هذه اللوائح بناءً على طريقة نقل المسافر. على سبيل المثال، في حين أن أمريكا لا تُخضع الركاب المغادرين عن طريق البر أو معظم القوارب لأي مراقبة حدودية، فإنها تتطلب من الركاب المغادرين عن طريق الجو حمل جواز سفر ساري المفعول (أو بعض المستندات المحددة التي تحل محل جواز السفر).وبذلك، مع أن المسافرين الذين يغادرون أمريكا عن طريق الجو قد لا يُطلب منهم امتلاك جواز سفر لدخول بلد معين، سيُطلب منهم الحصول على كتيب جواز سفر ساري المفعول للصعود إلى رحلتهم لإرضاء سلطات الهجرة الأمريكية عند المغادرة. وبالمثل، مع أن قبول العديد من البلدان خارج المنطقة الاقتصادية الأوروبية بطاقات الهوية الوطنية الصادرة عن الدول الأعضاء فيها للدخول، فإن السويد وفنلندا لا تسمحان لمواطنيهما بالمغادرة إلى دول خارج المنطقة الاقتصادية الأوروبية باستخدام بطاقات الهوية الخاصة بهم فقط.
تسمح العديد من الدول عادةً بدخول حاملي جوازات السفر من دول أخرى، وفي بعض الأحيان تتطلب الحصول على تأشيرة دخول أيضًا، لكن هذا ليس حقًا تلقائيًا. قد تُطبق العديد من الشروط الإضافية الأخرى، مثل عدم احتمال أن تصبح رسومًا عامة لأسباب مالية أو لأسباب أخرى، وعدم إدانة حاملها بارتكاب جريمة. عندما لا يعترف بلد ما بآخر، أو يكون في نزاع معه، فقد يحظر استخدام جواز سفره للسفر إلى ذلك البلد الآخر، أو قد يحظر دخول حاملي جوازات سفر ذلك البلد الآخر، وأحيانًا آخرين زاروا الدولة الأخرى على سبيل المثال. يخضع بعض الأفراد لعقوبات تمنعهم من الدخول إلى دول معينة.  
ربما تُطلب وثائق السفر في ظروف أخرى لتأكيد الهوية مثل تسجيل الدخول إلى فندق أو عند تغيير الأموال إلى عملة محلية. جوازات السفر ووثائق السفر الأخرى لها تاريخ انتهاء صلاحية، لا يُعترف عليها بعده، ولكن يوصى أن يكون جواز السفر ساريًا لمدة ستة أشهر على الأقل، حيث تمنع العديد من شركات الطيران الركاب الذين لديهم تاريخ انتهاء صلاحية أقصر من الصعود إلى الطائرة. قد لا يكون لبلد المقصد مثل هذا المطلب.